# Graptopetalum
Graptopetalum là một chi thực vật có hoa trong họ Crassulaceae.

## Các loài
- Graptopetalum amethystinum (Rose) E.Walther, 1931
- Graptopetalum bartramii Rose, 1926
- Graptopetalum bellum (Moran & Meyran) D.R.Hunt, 1979
- Graptopetalum filiferum (S.Watson) Whitehead, 1943
- Graptopetalum fruticosum Moran, 1968
- Graptopetalum glassii Acev.-Rosas & Cházaro, 2003
- Graptopetalum grande Alexander, 1956
- Graptopetalum macdougallii Alexander, 1940
- Graptopetalum marginatum Kimnach & Moran, 2002
- Graptopetalum mendozae Glass & M.Cházaro Basáñez, 1997
- Graptopetalum occidentale Rose ex E.Walther, 1933
- Graptopetalum pachyphyllum Rose, 1922
- Graptopetalum paraguayense (N.E.Br.) E.Walther, 1938
  - Graptopetalum paraguayense subsp. bernalense Kimnach & R.C.Moran, 1986
- Graptopetalum pentandrum Moran, 1971
- Graptopetalum pusillum Rose, 1911
- Graptopetalum rusbyi (Greene) Rose, 1924
- Graptopetalum saxifragoides Kimnach, 1977
- Graptopetalum superbum (Kimnach) Acev.-Rosas, 2003